# Folyovich Endre
Folyovich Endre (Nagyenyed, 1882 – Kolozsvár, 1961) építészmérnök, akvarellfestő.
"FOLYOVICH ENDRE jelentem: mint enyedi születésű, én is várad katonája voltam, hogy az itt elsajátítottakkal, mint életre és továbbtanulásra érett katonád, felsőfokú tanulmányaim befejeztével építészmérnöki pályát fussak meg. Építettem a szakmában, és alkottam mint akvarellművész, mert nem tudtam megállni, hogy ne örökítsem meg, ami környezetemben megragadó szépségű. Ódon várbástya, sokszínű enyedi piaci jelenet, később kolozsvári városképeim által nemcsak a pillanat hangulatát, hanem egyben kordokumentumot alkottam és hagytam az utókornak."
A nagyenyedi Bethlen Gábor Kollégiumban végezte tanulmányait, majd a budapesti Műegyetemen építészmérnöki diplomát szerzett. Hazatért Nagyenyedre, ahol építészmérnöki és művészi hajlamait kamatoztatta, szőnyegszövő műhelyt létesített. Házi szövőszéket tervezett, szabadalmaztatta és díjat nyert vele. Az 1930-as évek végén Kolozsvárra költözött feleségével, Lázár Györgyi iparművésszel. Itt is népművészeti műhelyt nyitott, ahol szövéssel, hímzéssel, gyöngyfűzéssel foglalkoztak.
A húszas években főként Nagyenyedről festett, a jellemző arcát örökítette meg, mint a Piac tér, a Vár. Néhány képe Kolozsvárról is készült, a Szent Mihály-templomot, a Deák Ferenc utcát, a Kőkert utcát, a piarista templomot festette meg.
Budapesten a Műcsarnokban az 1940-es években kiállításon több akvarellel díjat nyert.
Nem értékesítette festményeit, szerteágazó családjának ajándékozta, örökítette.

## Forrás
Hantz Lám Irén: Város az Őrhegy alatt – Nagyenyed szóban-képben. Stúdium Kiadó, Kolozsvár, 2011. ISBN 9789736431814